# İpek Kaya
Pour les articles homonymes, voir Kaya.
İpek Kaya, née le 28 octobre 1994 à L'Aigle, est une footballeuse internationale franco-turque évoluant au poste de défenseur.

## Carrière

### Carrière en club
İpek Kaya débute en deuxième division lors de la saison 2011-2012 avec le FCF Condéen. Elle rejoint l'ASJ Soyaux pour la saison 2015-2016, où elle connaît ses premiers matchs en première division française. Elle rejoint en 2016 le Stade brestois 29. Elle s'engage en juillet 2017 en faveur du Fc Metz pour une durée de deux ans.

### Carrière en sélection
İpek Kaya compte deux sélections avec l'équipe de France féminine de football des moins de 19 ans (deux matchs amicaux contre l'Islande et les Pays-Bas les 8 et 10 mars 2013).
Elle décide ensuite de jouer pour la Turquie ; elle connaît sa première sélection le 24 février 2015 en amical contre la Géorgie.